# Dangeul
Dangeul ist eine französische Gemeinde mit 482 Einwohnern (Stand: 1. Januar 2022) im Département Sarthe in der Region Pays de la Loire; sie gehört zum Arrondissement Mamers und zum Kanton Mamers. Die Einwohner werden Dangeulois genannt.

## Geographie
Dangeul liegt etwa 31 Kilometer nordnordöstlich von Le Mans. Das Gemeindegebiet wird vom Flüsschen Bandelée (auch Gandelée genannt) durchquert. Umgeben wird Dangeul von den Nachbargemeinden Thoigné im Norden, Courgains im Norden und Nordosten, Marolles-les-Braults im Osten, Dissé-sous-Ballon im Osten und Südosten, Mézières-sur-Ponthouin im Südosten, Congé-sur-Orne im Süden, Nouans im Westen sowie René im Nordwesten.

## Bevölkerungsentwicklung
| 1962                      | 1968 | 1975 | 1982 | 1990 | 1999 | 2006 | 2013 |
| ------------------------- | ---- | ---- | ---- | ---- | ---- | ---- | ---- |
| 660                       | 622  | 542  | 456  | 439  | 510  | 526  | 483  |
| Quelle: Cassini und INSEE |      |      |      |      |      |      |      |

## Sehenswürdigkeiten
- Kirche Saint-Georges aus dem 13./14. Jahrhundert
- Priorat von Mayanne aus dem 11. Jahrhundert, Umbauten aus dem 15./16. Jahrhundert, Monument historique seit 2013
- Schloss Dangeul aus dem 19. Jahrhundert

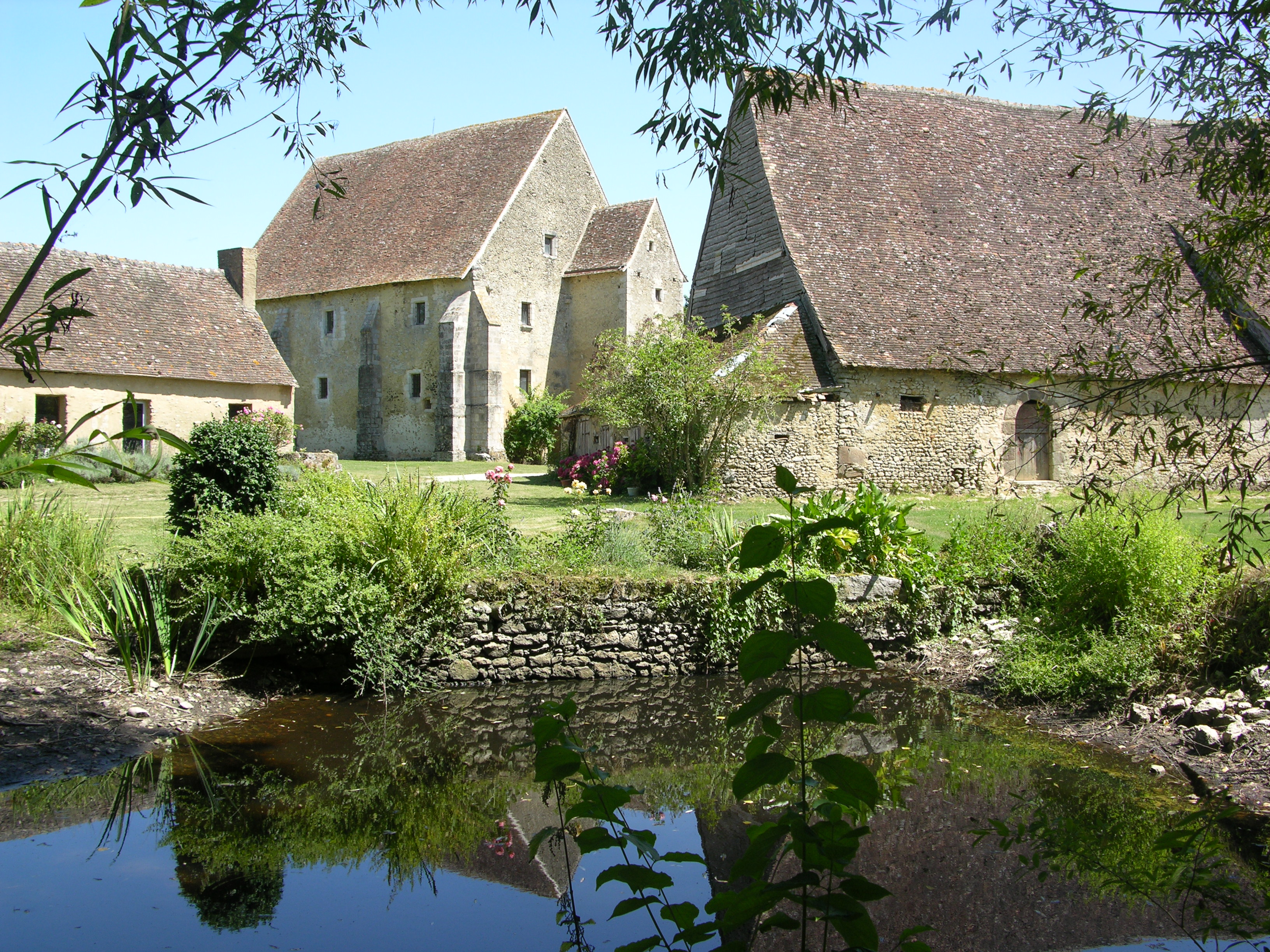
Priorat von Mayanne